# Grabrovec (Metlika, Slovenija)
Grabrovec je naselje u slovenskoj Općini Metliki. Grabrovec se nalazi u pokrajini Dolenjskoj i statističkoj regiji Jugoistočnoj Sloveniji. 

## Stanovništvo
Prema popisu stanovništva iz 2002. godine naselje je imalo 147 stanovnika.